# Малиновка Первая (Марий Эл)
Малиновка Первая (горномар. Икшӹ Малиновка) — деревня в Горномарийском районе республики Марий Эл, в составе Микряковского сельского поселения.

## Географическое положение
Малиновка Первая расположена на дороге Козьмодемьянск — Митряево у перекрёстка с дорогой Микряково — Васильсурск в 8 км от Микряково. В 1,5 км находится деревня Малиновка Вторая.

## История
Деревня Малиновка Первая была основана, как и остальные деревни в этой местности, в рамках Столыпинской реформы в 1910 году. В разные годы деревня входила в состав Емангашской волости Васильсурского уезда, Шешмарского района Юринского кантона, Крайне-Шешмарского сельского совета Еласского района, Берёзовского сельского совета Горномарийского района. В настоящее время в составе Микряковского сельского поселения.
В 1919 году в Малиновке Первой была открыта Малиновско-Барковская школа первой ступени, а в 1924 году Малиновская школа первой ступени. В годы коллективизации в деревне, совместно с жителями Малиновки Второй, был создан колхоз «Заветы Ильича». После войны он вошёл в состав колхоза имени Ворошилова, позднее в состав колхоза «Маяк». В 1933 году в деревне проживало 170 человек.

## Население
| 2002 | 2010 | 2013 | 2014 |
| ---- | ---- | ---- | ---- |
| 80   | ↘68  | ↗74  | ↘71  |

По состоянию на 1 января 2001 года, в деревне проживало 82 человека. Имелся 21 двор, в том числе 2 пустующих.